# صاحب صاحبه (فلم)
صاحب صاحبه فيلم كوميدي مصري من إنتاج عام 2002، بطولة محمد هنيدي، وأشرف عبد الباقي، من تأليف ماهر عواد ومن إخراج سعيد حامد.
الفيلم هو أول بطولة سينمائية لريهام عبد الغفور.

## قصة الفيلم
تدور قصة الفيلم حول صديقين الأول جاد، وهو ابن وحيد لأم عجوز، الثاني أسامة والذي يعيش مع جده العجوز الذي كان يعمل سائقاً في السكة الحديد، وتسبب في حادثة أودت بحياة ابنه وزوجة الابن والدي أسامة. جاد وأسامة يخظيان بإعارة إلى إحدى دول الخليج، لكن الظروف تحتم أن يذهب أحدهما، والآخر يبقى ليرعى الأم والجد، وينتهي الأمر بأن يذهب جاد وحده تاركا رعاية أمه لصديقه أسامة. في خلال خمس سنوات من الإعارة يتمكن جاد من إدخار كل دينار يحصل عليه ويرسل القليل لصديقه أسامة وخطيبته زينه التي تعمل في صيدلية في الحارة. يعود جاد من الخليج في إجازة قصيرة، إلا أن صديقه أسامة يخطط من جانبه للحيلولة دون عودة جاد وذلك بعدد من المقالب. وينتهي الفيلم بزواج الأم من الجد، ويتزوج أسامة من حبيبته المليونيرة، ويرفض جاد السفر مرة أخرى، ويقرر البقاء إلى جانب خطيبته الوفية زينة التي انتظرته خمس سنوات .

## بطولة
- محمد هنيدي
- أشرف عبد الباقي
- ريهام عبد الغفور
- أميرة نايف
- لطفي لبيب
- محمد يوسف
- عمرو يسري
- حسن الديب
- هشام جمعة
- فوزية عبد العليم
- سامح حسين
- حمدي هيكل
- متولي علوان
- عماد الراهب
- حسان العربي
- أسامة أبو الخير

## فريق العمل
- إخراج: سعيد حامد
- تأليف: ماهر عواد
- إنتاج: العدل جروب
- توزيع داخلي: اوسكار للتوزيع ودور العرض
- توزيع خارجي: شركة مصر للفن السابع
- مونتاج: مها رشدي
- موسيقى: خالد حماد
- مدير التصوير: مصطفى عز الدين

## وصلات خارجية
- صاحب صاحبه على موقع IMDb (الإنجليزية)
- صاحب صاحبه على موقع الدهليز
- صاحب صاحبه على موقع قاعدة بيانات الأفلام العربية
- صاحب صاحبه على موقع قاعدة بيانات الفيلم (الإنجليزية)
- صاحب صاحبه على موقع ليتربوكسد (الإنجليزية)
- صفحة الفيلم في قاعدة بيانات الأفلام العربية.